# BMW II
Il BMW II era un motore aeronautico raffreddato a liquido a sei cilindri in linea, progettato dall'ingegnere Max Friz e prodotto dalla tedesca BMW GmbH.
Introdotto nel 1918, era una versione ridotta del precedente IIIa ed andava ad occupare la fascia di potenza di 110 - 120 CV (82 - 89 kW), da cui la designazione imperiale II.
Destinato a motorizzare velivoli leggeri e da addestramento, venne realizzato in sole 135 unità in quanto la fabbrica era impegnata nella produzione a scopo bellico del IIIa.